# Grażyna Małgorzata Vetulani

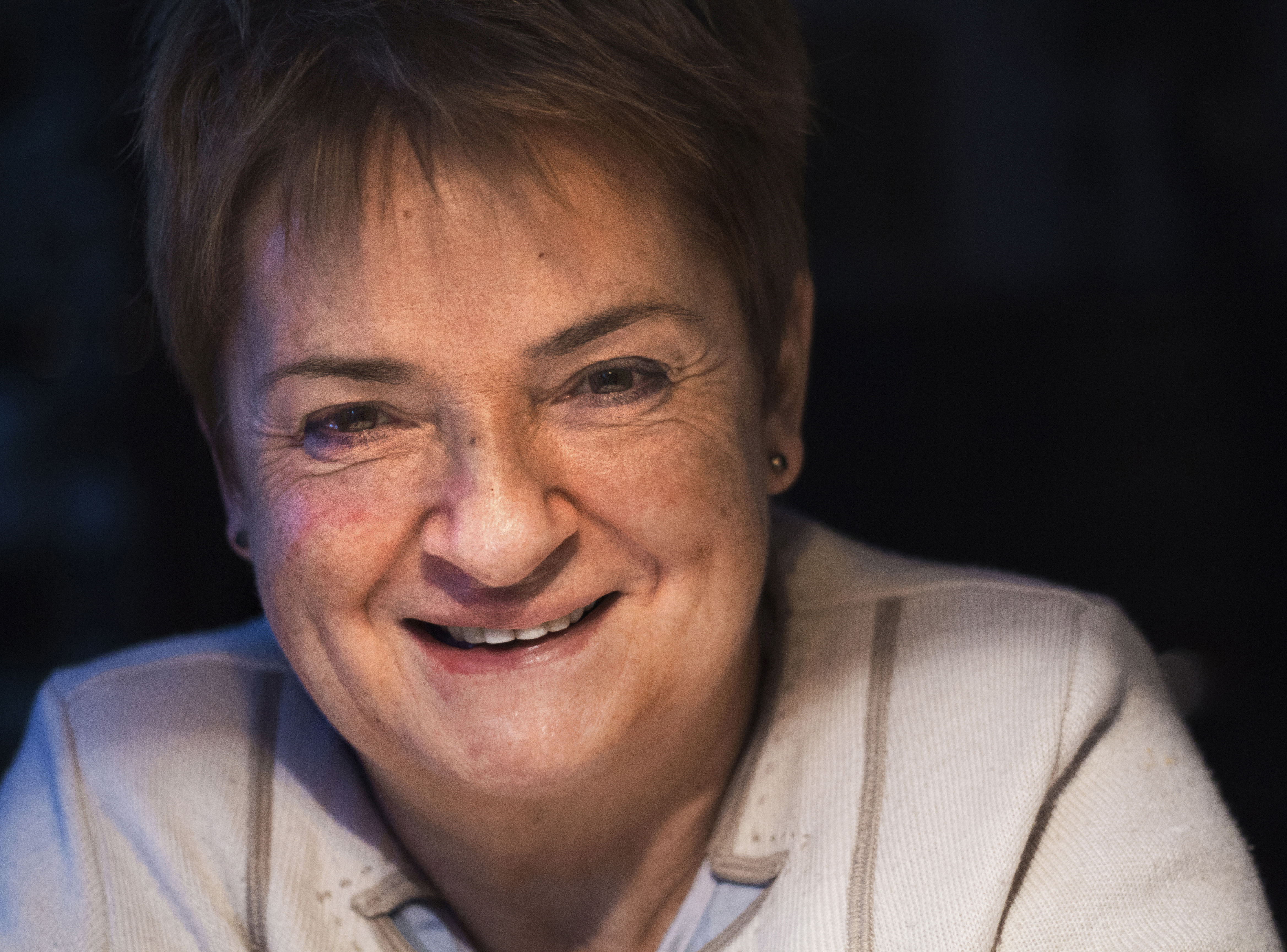
Grażyna Małgorzata Vetulani zajmuje się językoznawstwem porównawczym francusko-polskim z uwzględnieniem semantyki i składni

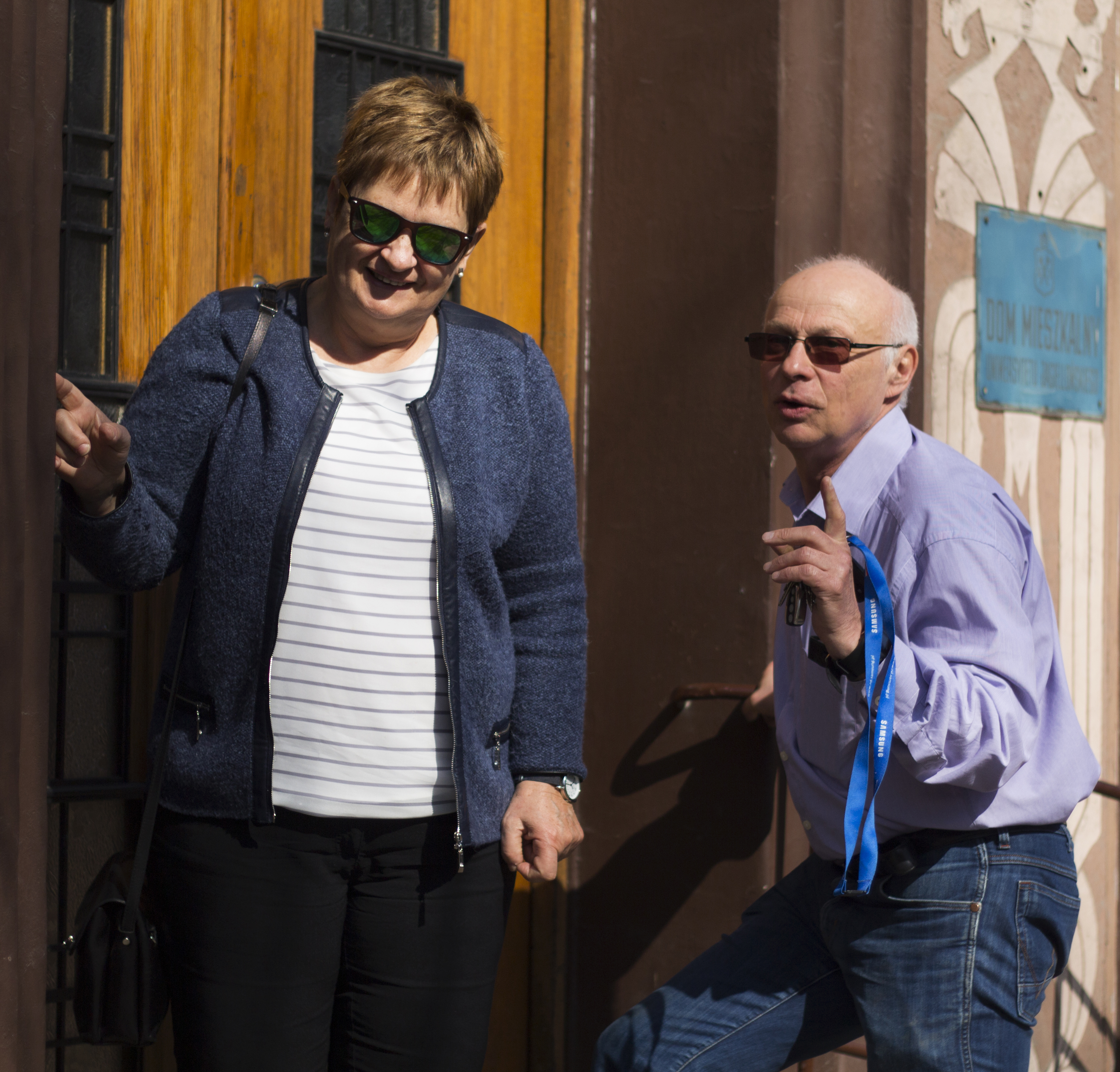
Grażyna Małgorzata i Zygmunt Vetulani, 2018

Grażyna Małgorzata Vetulani z domu Świerczyńska (ur. 15 marca 1956 w Bydgoszczy) – polska filolożka, romanistka i językoznawczyni, profesorka nauk humanistycznych, nauczycielka akademicka, kierowniczka Zakładu Językoznawstwa Romańskiego i Badań Kontrastywnych Uniwersytetu im. Adama Mickiewicza w Poznaniu.

## Życiorys
Urodziła się w 1956 roku w Bydgoszczy jako córka Hieronima Świerczyńskiego i Reginy z domu Kocińskiej.
W 1979 roku ukończyła studia romanistyczne na Uniwersytecie im. Adama Mickiewicza w Poznaniu. W 1988 roku uzyskała stopień doktora nauk humanistycznych w zakresie językoznawstwa romańskiego na podstawie rozprawy Le champ de la quantification en français, napisanej pod kierunkiem Józefa Sypnickiego. W 2000 roku uzyskała habilitację. Postanowieniem prezydenta Bronisława Komorowskiego z 18 kwietnia 2013 otrzymała tytuł profesora nauk humanistycznych, a 17 czerwca 2013 otrzymała z jego rąk nominację profesorską.
Od 1979 roku naukowo związana jest z Uniwersytetem im. Adama Mickiewicza, gdzie osiągnęła stanowisko profesora zwyczajnego. Od 2000 roku kieruje Zakładem Romańskiego Językoznawstwa Kontrastywnego na Wydziale Neofilologii UAM, przekształconym w roku 2015 w Zakład Językoznawstwa Romańskiego i Badań Kontrastywnych. W latach 2008–2016 była członkinią Senatu Uniwersytetu im. Adama Mickiewicza. W latach 2013–2018 była również wykładowczynią na Wydziale Filologicznym Uniwersytetu Mikołaja Kopernika w Toruniu na stanowisku profesora nadzwyczajnego. Została kierowniczką studiów niestacjonarnych II stopnia filologia francuska i romańska w Instytucie Języków i Literatur Romańskich UAM.
Prowadzi badania z zakresu językoznawstwa francuskiego oraz językoznawstwa porównawczego francusko-polskiego ze szczególnym uwzględnieniem semantyki w połączeniu ze składnią. Jej praca w zasadniczej części wpisuje się w obszar badań nad predykacją rzeczownikową w języku polskim. Opublikowała jako autorka bądź współautorka czterdzieści artykułów naukowych, sześć książek, była redaktorką sześciu tomów zbiorowych. Jest członkinią kolegiów redakcyjnych pism Echo des études romanes. Revue semestrielle de linguistique et de littérature romanes oraz Etudes romanes de Brno. W latach 2015–2019 była redaktorką naczelną czasopisma Studia Romanica Posnaniensia; następnie zasiadła w radzie tego czasopisma.
Była promotorką w dwóch przewodach doktorskich oraz recenzentką w kilkunastu przewodach doktorskich i habilitacyjnych. W latach 2012–2016 była przewodniczącą Akademickiego Towarzystwa Romanistów Polskich „Plejada”; a w latach 2016–2020 wchodziła w skład jego Zarządu. Została współpracowniczką Komisji Frazeologicznej Komitetu Językoznawstwa Polskiej Akademii Nauk na lata 2020–2023. Weszła w skład Rady Naukowej Dyscyplin Językoznawstwa i Literaturoznawstwa Szkoły Nauk o Języku i Literaturze Uniwersytetu im. Adama Mickiewicza na kadencję 2020–2024.
W grudniu 2020 była sygnatariuszką listu Poznaniaków solidaryzujących się z uczestnikami masowych, antyrządowych protestów, które rozpoczęły się w Polsce po wydaniu tzw. orzeczenia Trybunału Konstytucyjnego Julii Przyłębskiej 22 października 2020.

### Życie prywatne
W 1980 w Bydgoszczy poślubiła Zygmunta Vetulaniego, lingwistę komputerowego. Mają dwie córki: Agnieszkę Vetulani-Cęgiel (ur. 1981), politolożkę; oraz Marię Vetulani (ur. 1996), zawodniczkę polskiej kadry narodowej w szermierce (floret).

## Publikacje

### Monografie
- Unambiguous coding of the inflections of Polish nouns and its applications in electronic dictionaries – format Polex. Jednoznaczne kodowanie fleksji rzeczownika polskiego i jego zastosowanie w słownikach – format Polex (Wydawnictwo Naukowe Uniwersytetu im. Adama Mickiewicza, 1988), współautorka[c]
- Le champ de la quantification en français (Wydawnictwo Naukowe Uniwersytetu im. Adama Mickiewicza, 1991)
- Dictionary based Methods and Tools for Language Engineering (Wydawnictwo Naukowe Uniwersytetu im. Adama Mickiewicza, 1998), współautorka[d]
- Rzeczowniki predykatywne języka polskiego. W kierunku syntaktycznego słownika rzeczowników (Wydawnictwo Naukowe Uniwersytetu im. Adama Mickiewicza, 2000)
- Zasoby językowe i technologia przetwarzania tekstu jako przykład aplikacji z zakresu bezpieczeństwa publicznego POLINT-112-SMS (Wydawnictwo Naukowe UAM, 2010), współautorka[e]
- Kolokacje werbo-nominalne jako samodzielne jednostki języka. Syntaktyczny słownik kolokacji werbo-nominalnych języka polskiego na potrzeby zastosowań informatycznych. Część I (Wydawnictwo Naukowe Uniwersytetu im. Adama Mickiewicza, 2012)

### Redakcje
- Panorama des études en linguistique diachronique et synchronique. Mélanges offerts à Józef Sypnicki (Oficyna Wydawnicza Leksem, 2009)
- L’apport linguistique et culturel français à l’Europe: du passé aux défis de l’avenir (Oficyna Wydawnicza Leksem, 2012), współredaktorka[f]
- Modèles et modélisation en linguistique, littérature, traductologie et didactique (Oficyna Wydawnicza Leksem, 2015), współredaktorka[g]
- La description méthodique de faits linguistiques. (Ré)solutions sémantiques. Studia Romanica Posnaniensia, XLII/1 (Wydawnictwo Naukowe UAM, 2015)
- Les études comparatives des points de vue synchronique et diachronique. Studia Romanica Posnaniensia, XLVI/1, (redaktorka, Wydawnictwo Naukowe UAM, 2019)

Opracowano na podstawie materiału źródłowego.

## Odznaczenia
- Złoty Medal za Długoletnią Służbę (2012)[21]